# Velike Grahovše
Velike Grahovše je naselje v Občini Laško